# 潍州
潍州，中国古代的州。
隋朝开皇十六年（596年）置，治所在下密县（今山东省潍坊市东）。以境有潍水，故名。大业二年（606年）省。唐朝武德二年（619年），复置潍州。治所在北海县（今潍坊市），下辖北海县、下密县、都昌县、平寿县、东阳县、汶阳县、连水县（今潍坊市寒亭区高里街道南孙村）、寒水县（今潍坊市寒亭区）、訾亭县（今昌邑市龙池镇瓦城村）、潍水县（今昌邑市围子街道密城村）、胶东县（今昌邑市饮马镇）、城平县（今昌乐县鄌郚镇）、郚城县（今安丘市大盛镇娄家庄）、昌安县（今安丘市）、华池县（今寿光市古城街道）、华苑县（今寿光市上口镇后牟邵村）十六县。武德四年（621年）营丘县（今昌乐县城南街道黄埠村）来属，废除平寿县，胶东县改属莱州，郚城县、昌安县改属密州。武德六年（623年）废除都昌县、东阳县、汶阳县、连水县、寒水县、訾亭县、潍水县、城平县、华池县、华苑县十县。武德八年（625年）废除潍州、下密县、营丘县，北海县改属青州。
北宋乾德三年（965年）复置，仍治北海县。辖境相当今山东省昌乐、昌邑、潍坊等市县及寿光市东部地。明朝洪武十年（1376年）五月，省州为潍县。 
潍州刺史
- 綦公顺（619年）
- 钱镇（901年）